# Abbottabad
Abbottabad (Urdu ایبٹ آباد [ɛːbʌʈɑːˈbɑːd̪]) ist eine Stadt in der pakistanischen Provinz Khyber Pakhtunkhwa (ehem. Nordwestprovinz). Sie liegt 50 Kilometer Luftlinie nördlich der Hauptstadt Islamabad auf einer Höhe von 1256 Metern über dem Meeresspiegel. Die Stadt ist Verwaltungssitz des Distrikts Abbottabad. Wegen ihrer Lage in einem romantischen Tal und ihrer Sauberkeit wird Abbottabad zu den schönsten Städten des Landes gezählt.
Die Stadt wurde international bekannt, als dort 2011 Osama bin Laden, der Gründer und Anführer des Terrornetzwerkes al-Qaida, entdeckt und getötet wurde.

## Geschichte
Abbottabad wurde in der britischen Kolonialzeit gegründet. Die Stadt trägt den Namen ihres Gründers, Major James Abbott. Dieser ließ sich im Distrikt im Jahre 1853 nieder, nachdem die Britische Ostindien-Kompanie den Punjab annektiert hatte, und wurde ihr erster Statthalter. Abbottabad wurde zu einem wichtigen Militärbezirk und Sanatorium. Die Stadt beherbergte eine Brigade der zweiten Division des nördlichen Armeekorps der British Indian Army. Im Jahre 1901 hatten die Stadt und der Militärbezirk eine Einwohnerzahl von etwa 7800.
Im März 2011 nahmen die Behörden Umar Patek, einen mutmaßlichen Mitorganisator des Anschlags von Bali 2002, in Abbottabad fest.
In der Nacht zum 2. Mai 2011 gab US-Präsident Barack Obama bekannt, dass der Terrorist Osama bin Laden in Abbottabad aufgespürt und in einer Kommandoaktion unter der Leitung des U.S. Joint Special Operations Command (Operation Neptune’s Spear) gestellt und erschossen worden sei.
In neuerer Zeit gibt es eine Diskussion darum, ob die Stadt ihren alten, aus der Kolonialzeit stammenden Namen gegen einen anderen austauschen sollte. Befürworter einer Umbenennung argumentierten unter anderem damit, dass der alte Name ein landesfremder, kolonialer Name und „unislamisch“ sei. Gegner der Umbenennung nannten die Forderung einen Versuch, die Geschichte auszulöschen und eine neue „falsche Identität“ einzuführen.

## Bevölkerung
Die Volkszählung aus dem Jahr 1998 ergab für Abbottabad eine Bevölkerungszahl von 105.999. Schätzungen zufolge dürfte sie 2010 bereits bei knapp 150.000 gelegen haben. Der Zensus von 2017 ergab eine Einwohnerzahl von 208.491. Die Mehrheit der Bevölkerung in der Gegend von Abbottabad spricht Hindko als Muttersprache, daneben sind auch Urdu und Englisch als Verkehrssprachen verbreitet.

## Bildung

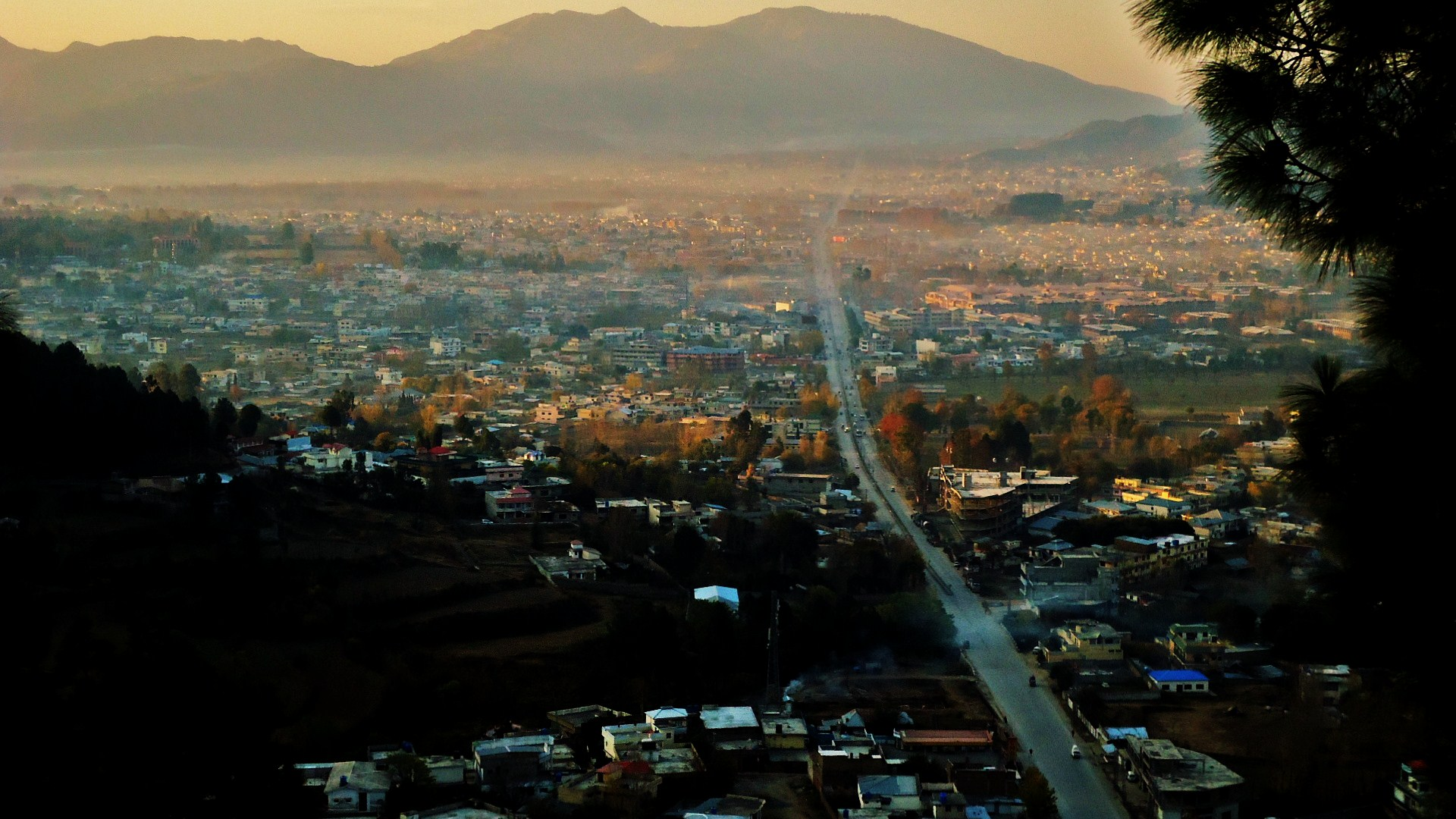
Blick auf Abbottabad

Die Stadt Abbottabad ist klein und gut organisiert. Sie zieht Menschen aus ganz Pakistan an, nicht nur wegen ihrer Landschaft, sondern auch wegen ihrer Bildungsmöglichkeiten. Es gibt in Abbottabad eine hohe Anzahl von Schulen und anderen höheren Bildungseinrichtungen. Die Stadt trägt deshalb den Beinamen Stadt der Schulen.
Neben der üblichen Grundbildung gibt es in Abbottabad zahlreiche Einrichtungen für die Berufsausbildung. Die Stadt beherbergt Trainingseinrichtungen des pakistanischen Militärs, technische Institute, Regierungseinrichtungen, vier Medizinhochschulen, davon eine nur für Frauen. Kürzlich wurde vom Ministerium für Wissenschaft und Technologie eine Universität für IT eröffnet.

## Tourismus und Verkehr
Der berühmte Karakorum Highway, der teilweise entlang der alten Seidenstraße gebaut wurde, startet in Havelian im Distrikt Abbottabad, und führt durch die Stadt. Dieser Highway ist eine Attraktion für Abenteuertouristen. Abbottabad ist bei pakistanischen Reisenden wegen seines milden Klimas im Sommer ein populäres Reiseziel, weil es ein Rückzugsgebiet aus der Hitze in den Ebenen des Landes bietet. In weniger als einer halben Autostunde liegt das Bergresort Galyat. Das Potenzial für Tourismus ist groß in dieser Region, momentan hat die lokale Regierung aber wenig Interesse an einem Ausbau der touristischen Infrastruktur.

## Söhne und Töchter der Stadt
- Muhammed Ayub Khan (1907–1974), Offizier, Politiker und Präsident
- Khalid Shameem Wynne (1953–2017), General
- Kashif Shuja (* 1979), neuseeländisch-pakistanischer Squashspieler
- Sana Mir (* 1986), Cricketspielerin
- Khalid Kail (* 1996), Cricketspieler
- Ayesha Naseem (* 2004), Cricketspielerin